# Batasuna
Batasuna (Unitat en català) fou un partit polític basc independentista i d'esquerres.
Formà part de l'esquerra abertzale i del Moviment d'Alliberament Nacional Basc (MANB). Des de l'any 2003 va ser declarada il·legal a Espanya, ja que segons la justícia d'aquest Estat el partit pertanyia a l'entramat polític i financer d'ETA, i va mantenir la seva presència a França fins a la seva dissolució el gener de 2013.
Considerat com un partit polític il·legal, no va poder presentar-se a les eleccions celebrades al territori espanyol ençà d'aquell any, així com tampoc pot convocar actes institucionals. Ha estat inclosa per la UE a la llista europea d'organitzacions terroristes, decisió que el Consell Europeu de ministres de justícia i interior va prendre per unanimitat al juny de l'any 2003, malgrat que encaré és legal al País Basc sota administració francesa. També forma part de la llista d'organitzacions terroristes dels Estats Units. En canvi, a França era una organització política legal, que es presenta a les llistes conjuntes abertzales d'Euskal Herria Bai, conjuntament amb Abertzaleen Batasuna (AB) i Eusko Alkartasuna (EA).
Segons els seus documents, Batasuna defensava la independència del País Basc respecte als estats espanyol i francès, així com el desenvolupament d'una societat socialista que respecti els principis socials, culturals i polítics característics del poble basc.

## Història
Batasuna era un partit polític creat principalment pels membres d'Herri Batasuna i de part de les forces del País Basc del Nord amb les que HB ja havia coincidit a Euskal Herritarrok. En el replantejament de projecte polític i canvi de nom va influir, a més de l'ampliació de l'àmbit d'actuació, l'amenaça que fossin declarades il·legals HB i EH. En tot aquest procés va escindir-se el corrent intern Aralar, encapçalat per Patxi Zabaleta, per les seves discrepàncies amb la línia oficial de no rebuig als actes terroristes d'ETA. Aralar posteriorment es constituiria en un partit independent.
Al llarg de l'hivern i la primavera de l'any 2003 Batasuna va ser proscrita en un procés que va iniciar-se després d'un atemptat perpetrat per ETA a Santa Pola on varen morir dues persones. La no condemna d'aquest atemptat per part de Batasuna va permetre il·legalitzar la formació basant-se en la recent aprovada Llei de Partits de l'Estat Espanyol. El Tribunal Suprem va declarar que el partit era il·legal un mes abans de les eleccions municipals, forals i al Parlament de Navarra de l'any 2003. De la mateixa forma, el 26 d'agost de 2002, el Jutge de l'Audiència Nacional Baltasar Garzón va ordenar el tancament de les seus polítiques de Batasuna.
Davant d'aquest escenari es varen crear plataformes electorals d'àmbit local per a poder presentar-se a les eleccions municipals i una plataforma per l'autodeterminació Autodeterminaziorako Bilgunea (AuB) a les eleccions a les diputacions foral.
La gran majoria de les plataformes van ser considerades pels tribunals com una continuació de Batasuna, i es va impedir la inscripció a les llistes electorals a totes aquelles persones que anteriorment havien estat membres d'Herri Batasuna, Euskal Herritarrok, Batasuna o Sozialista Abertzaleak. En aquelles eleccions aquest conjunt d'associacions va fer una crida perquè es votés en nul, interpretant posteriorment l'augment del vot nul com la mostra del seu pes electoral. Es van aconseguir aproximadament 150.000 vots nuls. En alguns municipis van aconseguir presentar-se de manera legal, obtenint prop de 20 alcaldies.

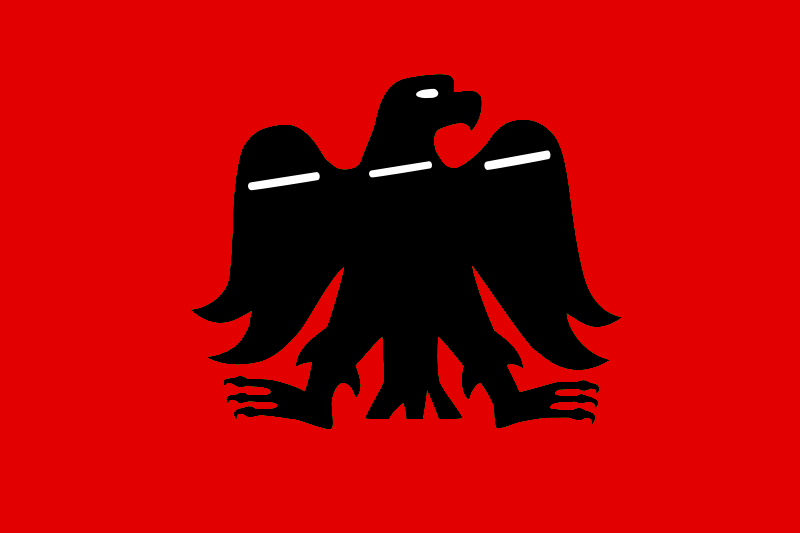
Arrano beltza (Àliga negra), antic símbol del Regne de Navarra, utilitzat sobretot -tot i que no exclusivament- pels nacionalistes bascos com a símbol del conjunt del País Basc.

A les eleccions al Parlament Europeu de 2004, la llista electoral Herritarren Zerrenda també fou proscrita a l'Estat espanyol per les relacions de diversos dels seus membres amb Batasuna, tot i que va poder presentar-se legalment a França. Batasuna va demanar als votants d'ambdós estats que utilitzessin la papereta francesa. Els vots nuls a l'Estat espanyol no van suposar un descens respecte als aconseguits per Euskal Herritarrok a les anteriors eleccions.
A les eleccions al Parlament Basc de l'any 2005, Batasuna no va poder presentar-se com a partit polític. No es va permetre a Aukera Guztiak presentar candidats per les suposades relacions de diversos dels seus membres amb Batasuna.
El Partit Comunista de les Terres Basques (un partit polític legal escassament conegut, fundat i registrat l'any 2002 per membres del sindicat LAB i que no havia obtingut representació parlamentària fins al moment) va anunciar aleshores la seva voluntat de representar els programes de Batasuna i Aukera Guztiak. Membres de Batasuna com Arnaldo Otegi van demanar el vot pel Partit Comunista de les Terres Basques, que va obtenir el 12,5% dels vots (150.188), aconseguint d'aquesta manera nou actes de diputats al Parlament Basc.
L'any 2006 s'intensificaren els processos judicials contra els dirigents de Batasuna que segons la justícia espanyola van fer apologia del terrorisme al participar en homenatges a membres d'ETA empresonats, que van morir a les presons espanyoles, fet que ha suposat una condemna a Arnaldo Otegi. Amb la declaració d'ETA del 22 de març de 2006 on declarava un alto el foc permanent es va obrir la possibilitat d'iniciar un procés de pau per trobar una solució política i pacifica a l'anomenat "conflicte basc", plantejant-se la necessitat des d'alguns sectors de tornar a declarar legal a Batasuna, esdevenint així l'interlocutor de l'independentisme basc abertzale en una hipotètica taula de partits amb Espanya i França. Tot i això, ETA comunicà la fi de l'alto el foc permanent el juny de 2007, amb l'assassinat de dos ciutadans equatorians a l'Aeroport de Barajas.

## Il·legalització a l'Estat espanyol
La Llei Orgànica 6/2002, de 27 de juny, de partits polítics, va ser aprovada al Parlament espanyol amb el suport dels dos partits majoritaris, el Partit Popular (aleshores al govern) i el Partit Socialista Obrer Espanyol. Pels seus impulsors; PP i PSOE, així com organitzacions com l'Associació de Víctimes del Terrorisme o el Fòrum Ermua— la Llei de Partits "ha estat la fi del braç polític d'ETA". A les eleccions al Parlament de la Comunitat Autònoma Basca de 2005, els partits contraris a la prohibició obtingueren la majoria parlamentària.
Pel nacionalisme basc (formacions com el Partit Nacionalista Basc, Eusko Alkartasuna o Aralar) i Esquerra Unida al País Basc (Ezker Batua), l'aplicació que s'està fent d'aquesta llei suposa la privació dels drets civils d'una part de la població i suposa prolongar mesures pròpies d'un estat d'excepció. També des d'alguns sectors polítics es creu que aquesta prohibició impedeix qualsevol acord entre ETA i els governs espanyol i francès.
Amnistia Internacional va expressar la seva preocupació perquè, "mitjançant l'ambigüitat i la imprecisió d'alguns articles del projecte de llei, es podrien encetar processos per declarar il·legals aquells partits polítics que propugnin el canvi de principis constitucionals o lleis de forma pacífica".
El Tribunal Europeu de Drets Humans va acceptar, l'11 de desembre de 2007, la demanda de Batasuna contra el govern espanyol, basant-se en la presumpta violació de dos articles de la Convenció Europea de Drets Humans: L'article 10: "el dret a la llibertat d'expressió", i l'article 11: "el dret a la llibertat d'associació".

## Dissolució a França
Batasuna, que en les eleccions legislatives franceses de 2012 va formar part de la candidatura Euskal Herria Bai en què van presentar la seva reivindicació d'una autonomia pròpia, va anunciar la seva dissolució a França en 3 de gener de 2013.